# Meidias-Maler

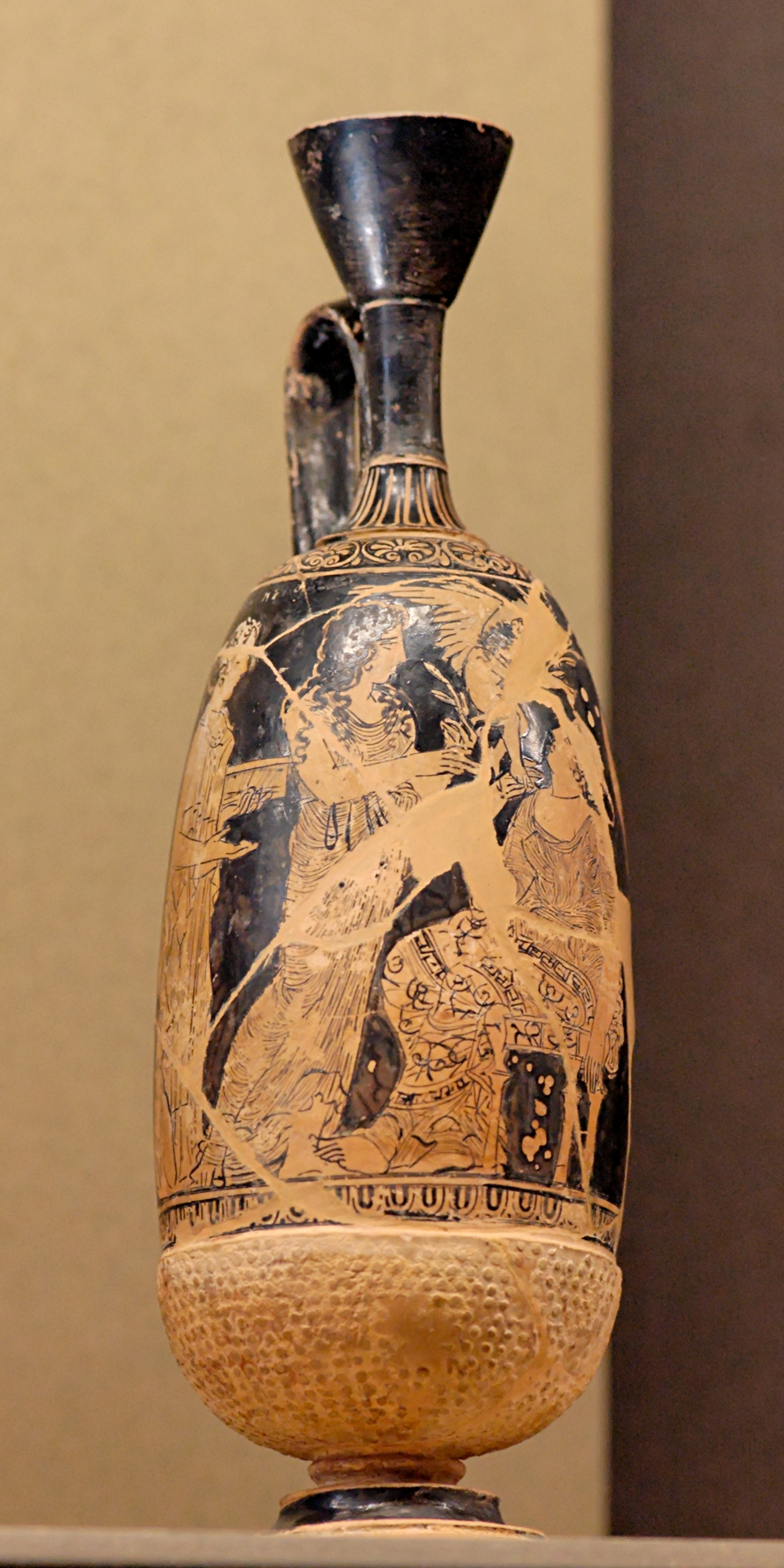
Frauen mit Eros und Aphrodite, Eichellykythos in der Art des Meidias-Malers, um 410/00 v. Chr.

Der Meidias-Maler ist ein griechischer Vasenmaler des attisch-rotfigurigen Stils. Er arbeitete im letzten Viertel des 5. Jahrhunderts v. Chr. in Athen.

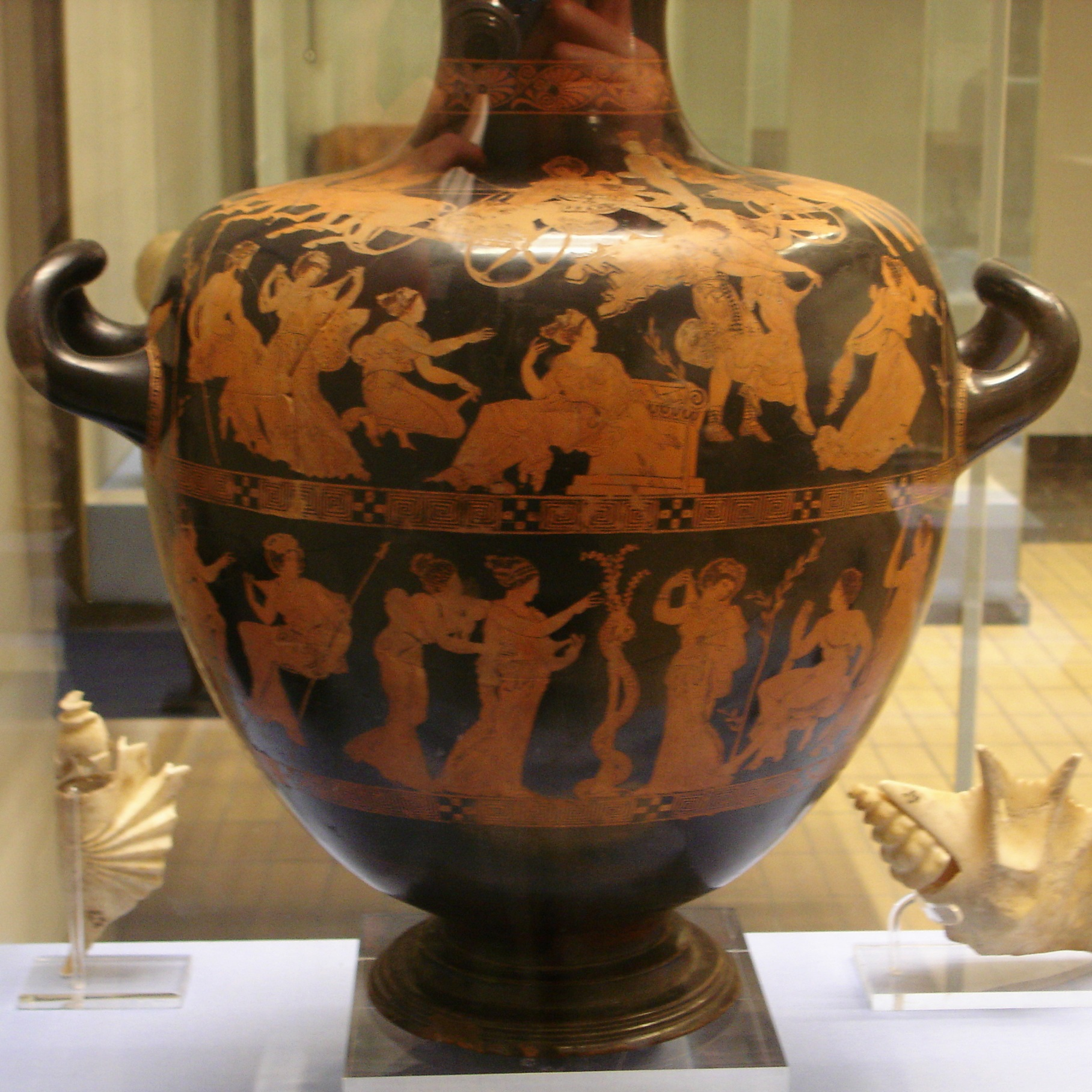
Namenvase, um 420/00 v. Chr.

Der Meidias-Maler bekam seinen Notnamen nach einer Hydria, heute in London, British Museum Inventarnummer E 224, die vom Töpfer Meidias geschaffen und signiert wurde. Auf seiner Namenvase und anderen Hydrien nutzt er den ganzen umlaufenden Raum, den ihm diese Gefäße bieten, um in zwei übereinander liegenden Friesen zwei Geschichten zu erzählen. Bei der Namenvase  zeigt er im oberen Fries, wie die Dioskuren die Leukippiden rauben, im unteren Fries Herakles im Garten der Hesperiden. Dem Meidias-Maler werden weniger als ein Dutzend Vasen zweifelsfrei zugeschrieben, doch es existieren diverse Stücke, die in der Forschung als in der Art des Meidias-Malers bezeichnet werden. Hierzu sind mit hoher Sicherheit auch noch andere Stücke dem Maler zuzuordnen. Zu seinem Umkreis gehören weitere Maler wie Aristophanes und Aison, deren Arbeiten manchmal dem Meidias-Maler zugeschrieben werden, sowie der Maler des Paris von Karlsruhe und der Maler der Hochzeit von Athen.
Die Figuren des Meidias-Malers wirken häufig tänzerisch, sind meist aufmerksam zusammengestellt und vermeiden den Eindruck willkürlicher Anordnung wie viele andere „Massenszenen“ auf rotfigurigen Vasen. Sein Zeichenstil erinnert an den des Eretria-Malers. Das heißt auch, dass Vorbilder aus der klassischen Skulptur rezipiert werden. Doch haben die Bilder des Meidias-Malers eine andere Stimmung, wirken weniger kraftvoll und gelassen. Manchmal wirken bestimmte Posen theatralisch. Seine Zeichnungen haben eine hohe Qualität, vor allem die Ornamentbänder, die als Friesunterteilung dienen, sind sehr präzise.